# Solar (architecture portugaise)

## Au Portugal
Un solar  est le château, le palais, le domaine, berceau d’une famille de la noblesse portugaise qui en porte parfois le nom.
De nos jours encore quelques solares sont habités par les descendants de la famille d’origine.

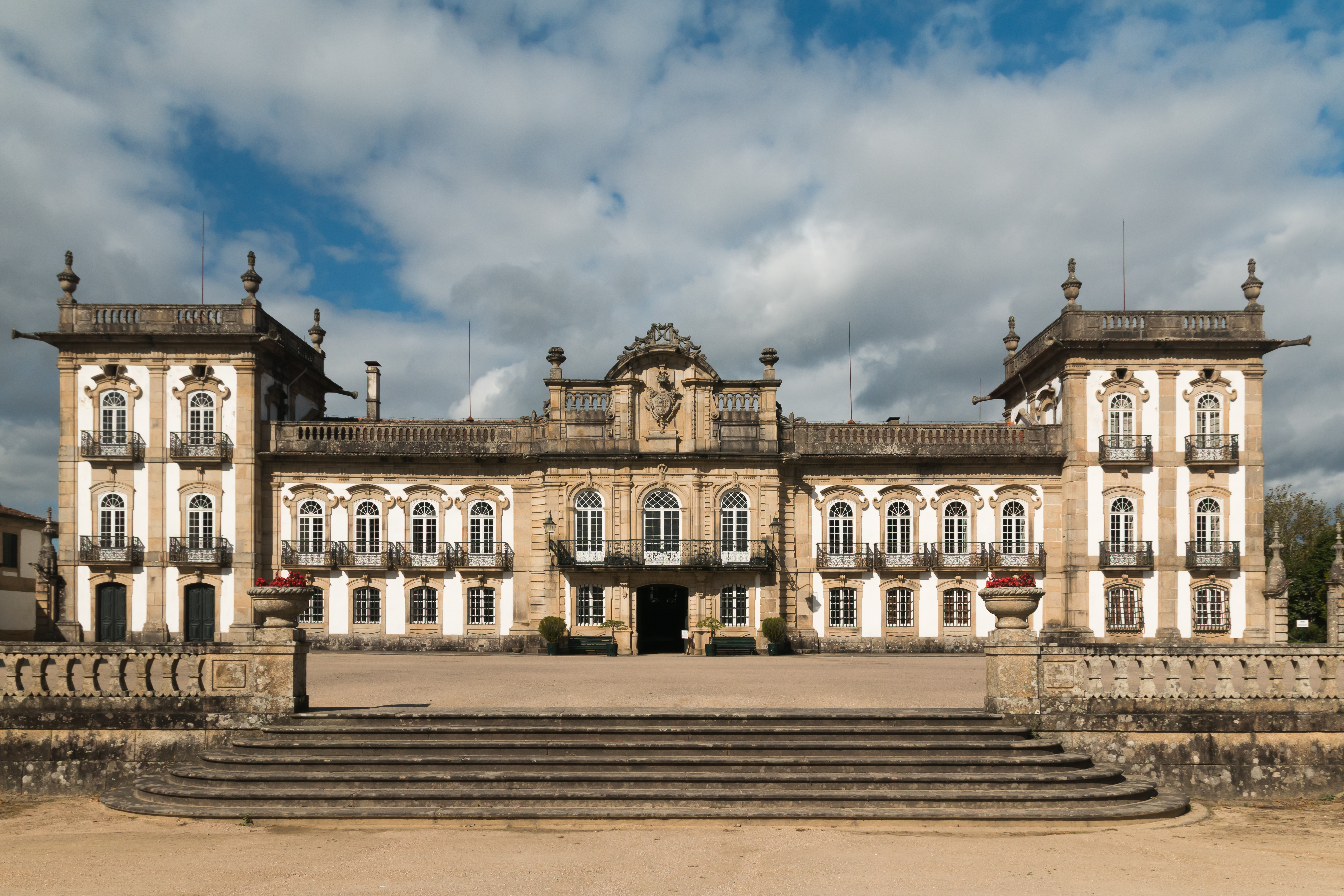
Palais de Brejoeira, Monção.
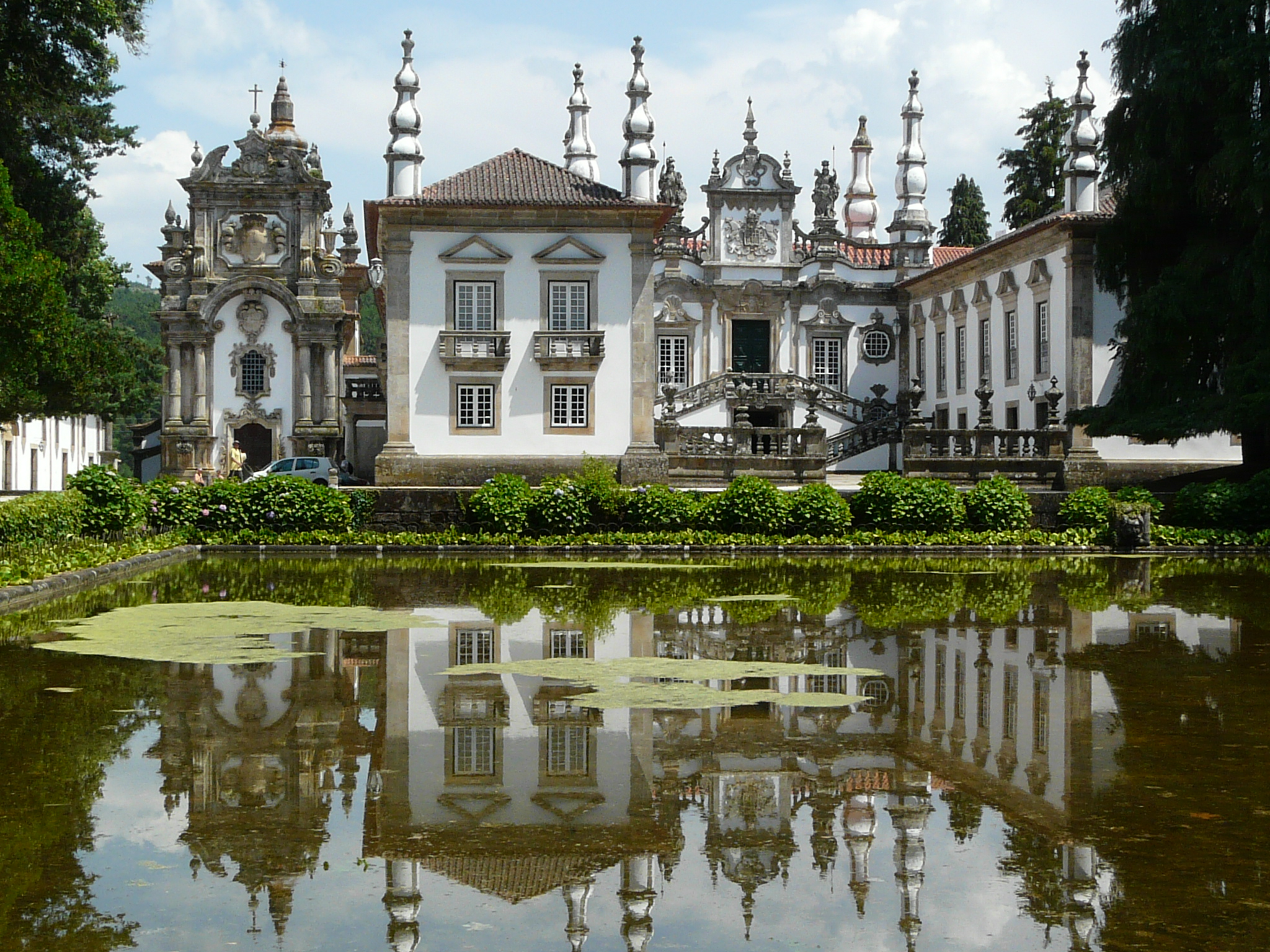
Palais de Mateus, Vila Real.

## Au Brésil
Au début du XXe siècle  dans certaines colonies portugaises, comme le Brésil, des  commerçants ou des  entrepreneurs devenus riches se sont construits de somptueuses demeures qu'ils ont aussi appelé « solar »

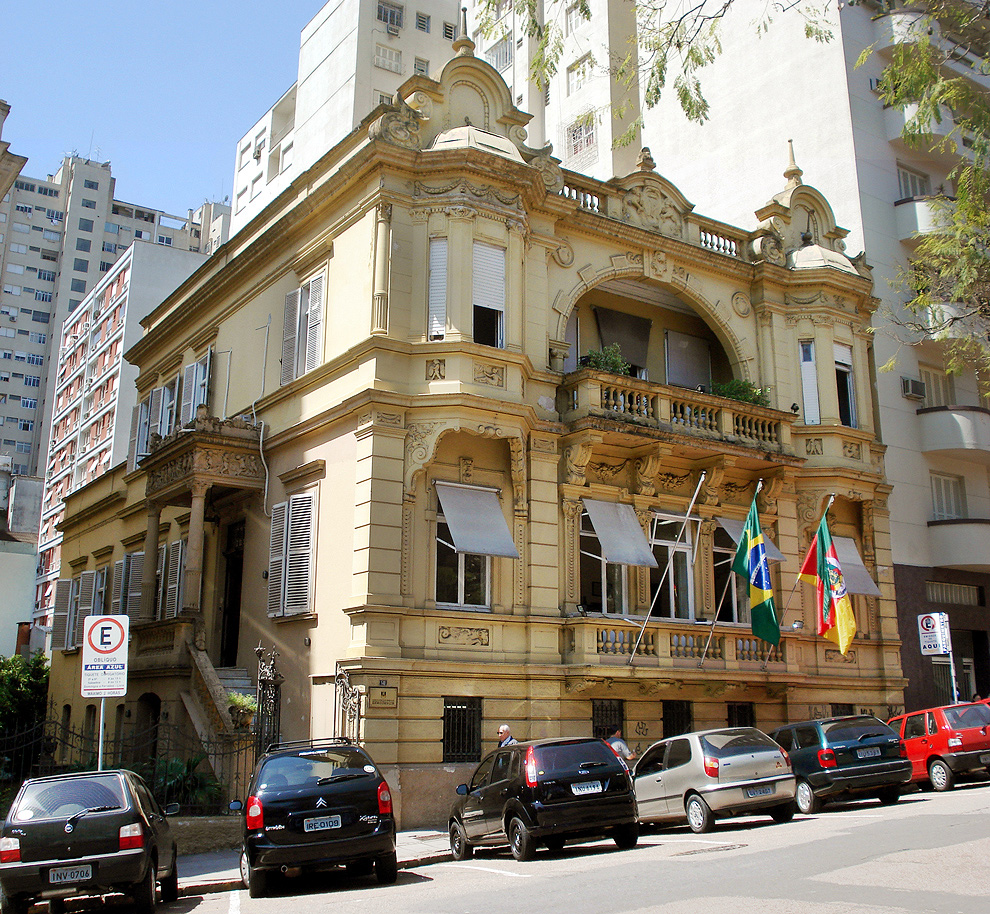
Solar des Palmiers (pt), à  Porto Alegre.